# Gitara
Gitara (hiszp. guitarra) – instrument muzyczny z grupy strunowych szarpanych z pudłem rezonansowym, gryfem i progami na podstrunnicy. Zazwyczaj ma 6 strun, lecz można spotkać również gitary z czterema, pięcioma, siedmioma, ośmioma, dziesięcioma lub dwunastoma strunami. Instrument ten odgrywa ważną rolę w muzyce bluesowej, country, flamenco, rockowej oraz w wielu formach popu.
Instrument ten transponuje o oktawę w dół, tzn. wszystkie dźwięki zapisane w nutach brzmią na gitarze oktawę niżej, niż wynikałoby to z zapisu nutowego (np. najniższa struna to E, a zapis nutowy jest wykonywany w kluczu wiolinowym jako e). Klucz wiolinowy z dopisaną małą ósemką pod spodem nazywa się kluczem gitarowym.
Gitary są wykonywane i naprawiane przez lutników, a obecnie w coraz większym stopniu maszynowo, jednak najlepszej jakości instrumenty są nadal wykonywane ręcznie bądź z dużym udziałem człowieka.
Muzyk, który gra na gitarze, to gitarzysta. Muzyk grający na gitarze basowej to basista (ewent. gitarzysta basowy).

## Technika gry
Na gitarze gra się palcami (opuszkami i paznokciami albo samymi opuszkami) lub kostką. Kostka jest przeznaczona głównie do gry akordami na gitarze z metalowymi strunami (akustycznej, elektrycznej). Istnieją również tzw. „pazurki” zrobione z metalu lub tworzywa sztucznego, które nakłada się na palce.
Możliwe jest granie jednocześnie kostką i palcami (technika hybrydowa).

## Struny
Dawniej struny gitar wykonywane były z preparowanych zwierzęcych jelit, współcześnie używane są najczęściej struny nylonowe i stalowe.
Strun nylonowych standardowo używa się w gitarach klasycznych. Strun stalowych używa się w pozostałych typach gitar. Sporadycznie stosuje się również struny wykonane z innych materiałów lub ich połączeń, np. struny stalowo-jedwabne.
Istnieją gitary dwunastostrunowe, w których każda struna jest zdwojona. Dwie najwyższe struny strojone są unisono, a pozostałe w interwale oktawy.
W rosyjskiej i meksykańskiej muzyce ludowej występują także gitary siedmiostrunowe. Są one wykorzystywane również przez niektóre współczesne zespoły metalowe, w celu uzyskania „ciężkich” brzmień dzięki użyciu niższych rejestrów.
Spotykana jest również gitara ośmiostrunowa – w Polsce „opatentował” ją krakowski gitarzysta Krzysztof Sadłowski na potrzeby festiwalu Warszawska Jesień. Na festiwalu tym wykonał utwór Anny Zawadzkiej-Gołosz Concerto na ośmiostrunową gitarę i smyczki z fortepianem.
Konstruowane są także gitary dziesięciostrunowe. Różnica między taką gitarą a gitarą tradycyjną 6-strunową polega na dodaniu 4 strun basowych. Wprowadzenie dodatkowych strun ma m.in. na celu wierniejsze wykonywanie muzyki renesansu i baroku na gitarze. Wiele utworów lutniowych z tamtego czasu wymaga większej skali niż pozwala na to zwykła gitara. Wykonanie takich utworów na gitarze 6-strunowej jest możliwe jedynie dzięki transkrypcji. Propagatorem takiego instrumentu był hiszpański gitarzysta klasyczny Narciso Yepes.

## Budowa gitary
Pudło rezonansowe ma decydujący wpływ na brzmienie instrumentu. Jego płytę wierzchnią wykonuje się z drewna o najwyższych własnościach rezonujących – z reguły używa się świerku i cedru. Nadaje się do tego jedynie drewno o drobnych słojach i całkowicie suche. Wnętrze pudła rezonansowego jest ożebrowane dla wzmocnienia konstrukcji i ma duży wpływ na brzmienie instrumentu. W płycie wierzchniej wycina się otwór rezonansowy, wokół którego wykonuje się ozdobną rozetę. Bok oraz tył pudła wykonuje się zazwyczaj z jednej lub dwóch sklejonych listew. Same struny gitary wydają bardzo cichy dźwięk. Żeby uzyskać wystarczającą głośność, wibracje są wzmacniane mechanicznie pudłem rezonansowym lub elektronicznie. Stąd główny podział gitar na akustyczne i elektryczne.
- W gitarach akustycznych drgania strun są przenoszone przez mostek do płyty wierzchniej. Płyta ta, zazwyczaj wykonana ze sprężystego drewna (np. świerk, cedr), wprawia w drgania powietrze, produkując dźwięk.
- W gitarach elektrycznych przetworniki zamieniają drgania strun na sygnał elektryczny, który jest później wzmacniany przez wzmacniacz i emitowany przez głośniki.

Nazewnictwo w powyższych definicjach może być trochę mylące, gdyż gitara akustyczna jest tylko jednym spośród kilku rodzajów gitar akustycznych. Gitary elektryczne również mogą posiadać pudło rezonansowe wzmacniające dźwięk, jednak którego głównym celem jest zmiana charakterystyki dźwięku odbieranego przez przetworniki.

## Rodzaje gitar
Gitary można podzielić na dwie duże kategorie: akustyczne i elektryczne.

### Gitary akustyczne
Grupa gitar, których źródłem wzmocnienia dźwięku jest pudło rezonansowe bez potrzeby użycia dodatkowych wzmacniaczy. Taką samą nazwę ma jeden z typów gitar: gitara akustyczna.

#### Gitara barokowa
Gitara barokowa używana była w XVII wieku w dobie renesansu i baroku. Była poprzedniczką nowoczesnej gitary klasycznej. Była jednak od niej znacznie mniejsza, bardziej delikatna oraz grała ciszej.
Zazwyczaj gitary barokowe miały pięć chórów strojonych najczęściej A-D-G-H-e (przy czym najcieńsza struna była pojedyncza), co odpowiada strojowi pięciu cieńszych strun współczesnej gitary klasycznej. Niekiedy miała tylko cztery struny. Częściej wykorzystywana była jako instrument rytmiczny lub continuo w zespole niż instrument solowy, często towarzyszyła śpiewakom. W renesansie wykonana dość prosto, natomiast w baroku bogato ornamentowana, czasem z inkrustowaną kością słoniową. Otwór rezonansowy wycinany w wymyślne wzory. Do zapisu muzyki na gitarę używano często tabulatur wzorowanych na tabulaturach lutniowych.

#### Gitara klasyczna

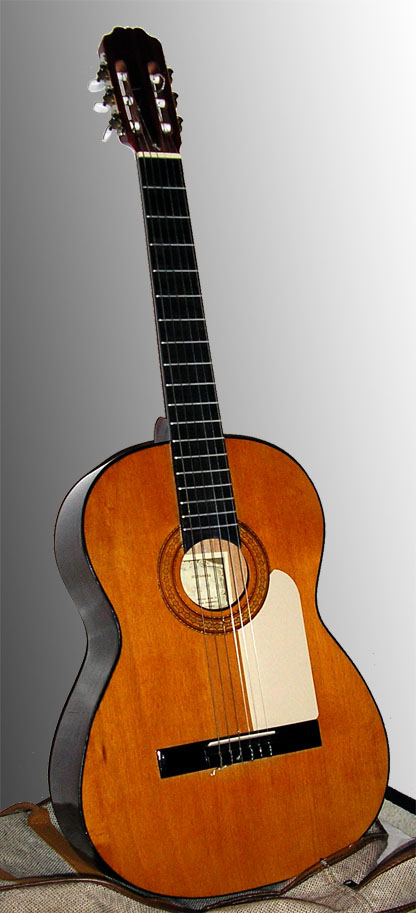
Gitara klasyczna

Znana współcześnie gitara klasyczna wywodzi się od gitary barokowej, która w 2 poł. XVIII otrzymała szósty chór. Najstarszą zachowaną sześciochórową gitarą jest instrument wykonany przez Francisco Sanguino w 1759, zaś pierwszą publikację na ten instrument wydał Antonio Ballesteros pt. Obra para guitarra de seis órdenes w 1780. Taka gitara zyskiwała popularność od lat 60. Następnie z chórów rezygnowano na rzecz pojedynczych strun, w latach 80. lutnicy i gitarzyści włoscy i francuscy już zdecydowanie preferowali pojedyncze struny. W ten sposób powstał instrument znany wtedy jako gitara hiszpańska (w odróżnieniu od gitary angielskiej), a współcześnie jako gitara romantyczna lub gitara wczesnoromantyczna (ang. early romantic guitar). Instrument był niezwykle popularny w pierwszej połowie XIX w., wśród amatorów, na salonach, a także jako instrument koncertowy, aczkolwiek nie był traktowany poważnie przez kompozytorów. Najbardziej cenionymi gitarzystami-wirtuozami tej epoki, zwanej w historiografii muzycznej jako "złoty wiek gitary", byli: Ferdinando Carulli, Fernando Sor, Luigi Legnani, Matteo Carcassi, Johann Kaspar Mertz, Napoléon Coste, Giulio Regondi. Najsłynniejszymi polskimi wirtuozami tego instrumentu byli: Feliks Horecki, Jan Nepomucen Bobrowicz, Marek Sokołowski. Gitara rozwijała się następnie w 2 poł. XIX w. Współczesny kształt nadał jej hiszpański gitarzysta i lutnik żyjący w XIX wieku, Antonio de Torres Jurado (1817–1892). Jego najstarszy zachowany instrument pochodzi z 1854. Z jego instrumentów korzystał największy europejski gitarzysta późnoromantyczny, Francisco Tárrega. Torres m.in. zwiększył menzurę, zmienił kształt pudła rezonansowego oraz udoskonalił żebrowanie. Od 1946, po wynalezieniu strun nylonowych, zaczęto z nich korzystać również w gitarze. Wyparły one struny jelitowe, z których korzystano jeszcze do lat 50. XX w.
Współczesna gitara klasyczna służy głównie do wykonywania utworów muzyki poważnej. Gitara ma miękkie, nylonowe struny, na których dźwięk wydobywa się palcami z paznokciem. Pozwala to na rozmaite techniki gry niemożliwe do uzyskania za pomocą piórka, takie, jak tirando, apoyando, arpeggio, tremolo, rasguado itd. Grający znajduje się w pozycji siedzącej, zaś gitara zostaje oparta pod kątem ok. 45 stopni na lewej nodze. Przechylenie gitary uzyskuje się przez podniesienie lewej nogi przy pomocy podnóżka i położeniu instrumentu na niej lub poprzez zastosowanie podgitarnika, który kładzie się na swobodnie spoczywającą nogę, na którym oparta jest gitara.
Gitara klasyczna ma szerszy gryf niż gitary korzystające ze strun metalowych, co ułatwia granie muzyki, do jakiej jest przeznaczona. Istnieje wiele typów gitar klasycznych.

#### Gitara akustyczna
Gitara akustyczna wywodzi się od gitary klasycznej. Głównym powodem powstania tego typu gitary było użycie metalowych strun. Z tego powodu konstrukcja gitary musiała być mocniejsza aby wytrzymać siłę naciągu strun. Struny metalowe wydają mocniejszy, metaliczny dźwięk. Pudło rezonansowe jest większe aby jeszcze bardziej wzmocnić dynamikę dźwięku. Węższa szyjka i głębokie wcięcie w pudle umożliwia granie wysokich dźwięków potrzebnych przy graniu partii solowych. Jest przeznaczona głównie do grania akordami jako instrument akompaniujący. Gra się przede wszystkim kostką lub techniką hybrydową (kostka oraz palce).

### Gitary elektryczne
Grupa gitar, których źródłem wzmocnienia dźwięku jest wzmacniacz elektroniczny dostający sygnał przez przetwornik elektromagnetyczny umieszczony pod strunami.

#### Cigar Box Guitar
Inne gitary:
- basowa akustyczna(inne języki)

Wyglądem przypomina gitarę basową elektryczną. Zazwyczaj ma większe pudło rezonansowe niż gitara basowa elektryczna, co umożliwia lepsze brzmienie akustyczne.
Powszechnie spotykane są modele z drzewa, takie jak klon czy cedr. Ich pudło rezonansowe jest projektowane, by generować głębokie i bogate brzmienie basu. Wiele gitar basowych akustycznych posiada także gryf zbliżony do konstrukcji gitar elektrycznych.
Zazwyczaj, w porównaniu z gitarą basową elektryczną, gitara basowa akustyczna nie wymaga podłączenia do wzmacniacza, ponieważ brzmienie generowane jest naturalnie poprzez pudło rezonansowe i struny. Może być używana zarówno w akompaniamencie do akustycznej muzyki, jak i jako instrument solowy. Jako instrument akustyczny, może być również wykorzystywana do grania w mniejszych salach koncertowych, bez konieczności używania wzmacniacza.
- gitara wielogryfowa

Najczęściej na górnym gryfie znajduje się komplet strun gitary dwunastostrunowej, a na dolnym 6 strun jak u zwykłej gitary, lub 4-strunowa gitara basowa. Zdarzają się jednak kombinacje gitary bezprogowej i zwykłej albo jakiekolwiek inne połączenie dwóch typów gitar. Dzięki takiemu rozwiązaniu gitarzysta może szybko poruszać się między dwoma typami gitary (dwoma gryfami) bez potrzeby straty czasu na zamianę gitary. 
Bardzo popularnym modelem gitary dwugryfowej jest Gibson EDS-1275, spopularyzowany przez gitarzystę Led Zeppelin Jimmy'ego Page'a, który użył go przy wykonywaniu „Stairway to Heaven”.

## Strojenie

### Dźwięki na gryfie

Strojenie gitary w stroju standardowym z wykorzystaniem prym

Struny w standardowym stroju strojone są w kwartach z wyjątkiem relacji strun G3–H2 (tercja wielka). Nazwy strun począwszy od najniżej strojonej: E6 (82,41 Hz), A5 (110 Hz), D4 (146,83 Hz), G3 (196 Hz), H2 (246,94 Hz), e1 (329,63 Hz).  
Tabelka przedstawia rozkład dźwięków na gryfie gitary sześciostrunowej w standardowym stroju od pustej struny oznaczonej zerem do dwunastego progu. 
| 0 | 1   | 2   | 3   | 4   | 5 | 6   | 7   | 8   | 9   | 10 | 11  | 12 |
| - | --- | --- | --- | --- | - | --- | --- | --- | --- | -- | --- | -- |
| e | f   | fis | g   | gis | a | ais | h   | c   | cis | d  | dis | e  |
| h | c   | cis | d   | dis | e | f   | fis | g   | gis | a  | ais | h  |
| g | gis | a   | ais | h   | c | cis | d   | dis | e   | f  | fis | g  |
| d | dis | e   | f   | fis | g | gis | a   | ais | h   | c  | cis | d  |
| a | ais | h   | c   | cis | d | dis | e   | f   | fis | g  | gis | a  |
| e | f   | fis | g   | gis | a | ais | h   | c   | cis | d  | dis | e  |

Uwagi
Według angielskiej nomenklatury dźwięk h określany jest jako B, natomiast w polskiej nomenklaturze dźwięk b to enharmoniczny odpowiednik dźwięku ais, określany w angielskiej jako Bb. Z tego powodu w przypadku opracowań muzycznych należy zwracać uwagę na miejsce pochodzenia autora opracowania. W powyższej tabelce podano natomiast nazwy dźwięków gam krzyżykowych, które mogą mieć również inne nazwy.

### Stroje
Najbardziej rozpowszechniony strój gitarowy to tzw. strój klasyczny – EADGHe (Standard E), który jest wykorzystywany we wszystkich gatunkach muzycznych. Gitarzyści często jednak przestrajają instrument w celu osiągnięcia nowych brzmień, przykładowo muzycy wykonujący folk irlandzki często stosują strój DADGAD. Stroje „Dropped D” (DADGHe) i „Dropped C” (CGCFAD) są często wykorzystywane przez zespoły rockowe i metalowe.
Stosuje się również tzw. stroje otwarte, w których struny nastrojone są do dźwięków danego akordu. Dzięki temu np. w stroju Open A (EAEAC#A) można zagrać akord A-dur bez przyciskania żadnej struny do progów. Stroje otwarte często używane są przez muzyków folkowych, country i bluesowych do grania techniką slide.

## Historia

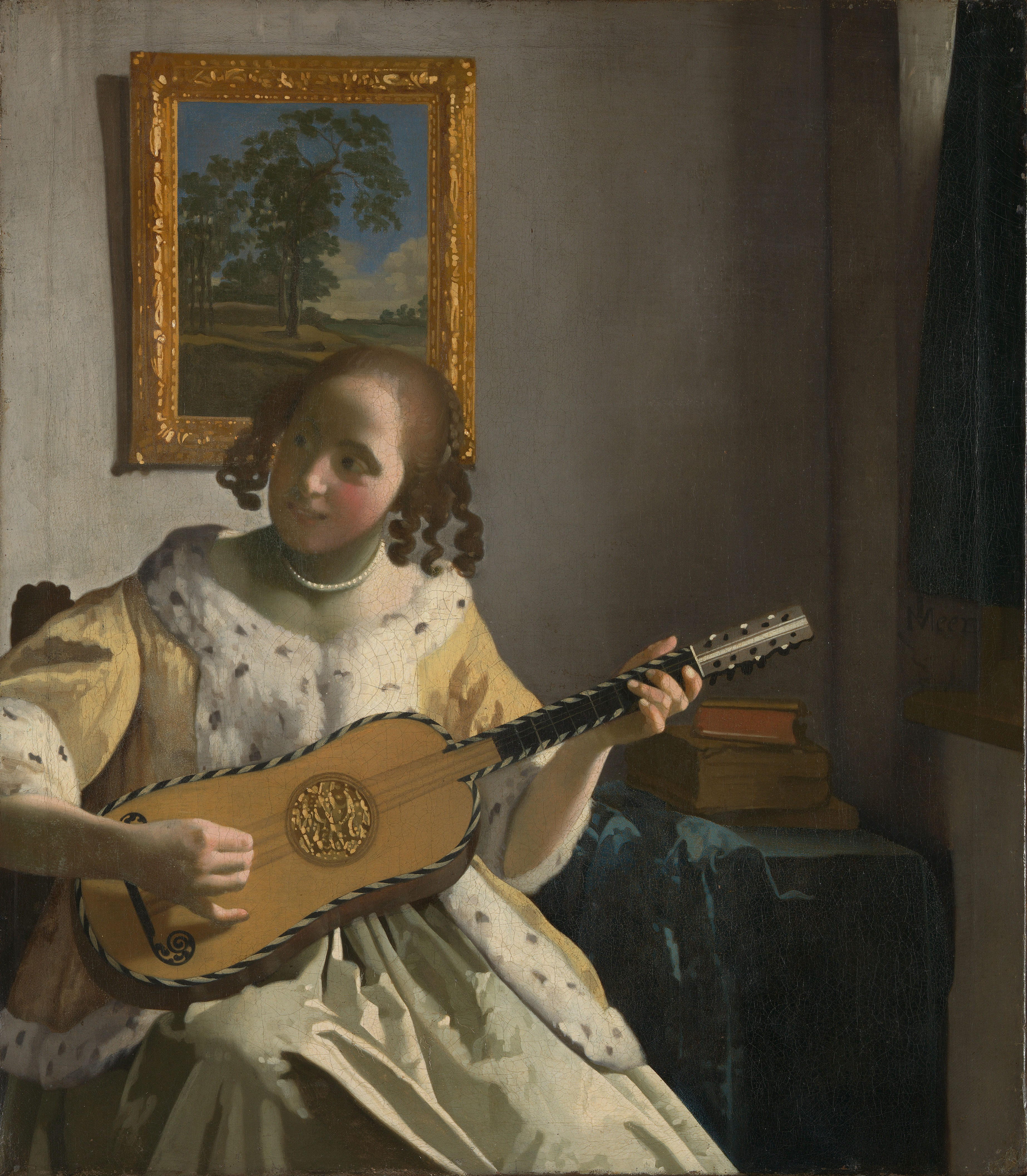
Gitarzystka (ok. 1672), Johannes Vermeer

Instrumenty podobne do dzisiejszych gitar są znane od ponad 5000 lat. Gitara być może wywodzi się z instrumentu cithara, używanego w starożytnych Indiach i Azji Środkowej. W starożytnym sanskrycie słowo tar oznaczało strunę. Instrumenty podobne do gitary pojawiają się w starożytnych rzeźbach i figurkach z Suzy w Iranie. Słowem qitara Arabowie nazywają różnego rodzaju lutnie – poprzedników dzisiejszych gitar.
Nazwa gitara została wprowadzona do języka hiszpańskiego po X w., gdy gitary zostały sprowadzone na Półwysep Iberyjski przez Maurów.